# Années 160 av. J.-C.
Les années 160 av. J.-C. couvrent les années de 169 av. J.-C. à 160 av. J.-C.

## Événements
- 172-168  av. J.-C. : troisième Guerre macédonienne[1].
- Vers 170-160 av. J.-C. : règne en Nubie de Shanakdakhete, ou Chanakdakhéto  candace de Méroé. Elle est la première de plusieurs femmes qui gouverneront le royaume de Méroé en s’attribuant les titres royaux[2].
- 170-168  av. J.-C. : sixième guerre de Syrie[3]. Antiochos IV Épiphane envahit l'Égypte, peu de temps après la mort de sa sœur Cléopâtre Ire, et fait prisonnier son neveu Ptolémée VI Philométor. Les habitants d'Alexandrie se révoltent et désignent comme seul roi Ptolémée VIII Évergète II, dit le Bouffi (Physcon), le jeune frère de Ptolémée VI.
- 169 av. J.-C. : T. Sempronius Gracchus fait construire la basilique Sempronia à Rome[4].
- 168 av. J.-C. : bataille de Pydna[5]. Elle consacre la supériorité militaire du manipule romain sur la phalange grecque.
  - Développement de la piraterie en Méditerranée orientale et en mer Noire après l’effondrement de la puissance macédonienne[6].
- 167-163  av. J.-C. : révolte des Maccabées[7]. Antiochos IV profane le Temple par des sacrifices sanglants et y installe la statue de Zeus (167 av. J.-C.). Il interdit la circoncision et le chabbat. La politique d’hellénisation et la tentative de pillage du trésor du temple provoque la révolte juive dirigée par Mattathias Maccabée et son fils Judas. Au terme d’un rude conflit militaire, les Maccabées, qui ont fait appel aux Romains en 164 av. J.-C., sont victorieux (bataille de Beth Zur) et fondent la dynastie monarchique et sacerdotale hasmonéenne à la tête d’un État juif indépendant.
- 166 av. J.-C. : installation par Rome du port franc de Délos afin de punir Rhodes de sa neutralité[8].
- 165 av. J.-C. : migration des Yuezhi[9].

- D'après Pline, le roi de Pergame Eumène II aurait introduit l'emploi du parchemin  « pergamena » à la suite d'un embargo sur le papyrus[10].

## Personnages significatifs
- Antiochos IV
- Antiochos V
- Démétrios Ier Sôter
- Judas Maccabée
- Lucius Aemilius Paullus Macedonicus
- Mattathias
- Persée de Macédoine
- Ptolémée VI
- Ptolémée VIII
- Simon Maccabée
- Tibérius Sempronius Gracchus l'Ancien